# Torna Hällestad
Torna Hällestad is een plaats in de gemeente Lund, in de Zweedse provincie Skåne län en het landschap Skåne. De plaats heeft 572 inwoners (2005) en een oppervlakte van 38 hectare.